# Association des États riverains de l'océan Indien
Ne doit pas être confondu avec Commission de l'océan Indien.
L'Association des États riverains de l'océan Indien (Indian Ocean Rim Association - IORA) est une  organisation intergouvernementale créée en 1997 et  comprenant 23 membres, dont la France, adhérente depuis le 17 décembre 2020.

## Historique
La première réunion ministérielle de l'Association s’est tenue à Maurice les 6 et 7 mars 1997 sous le nom Indian Ocean Rim-Association for Regional Integration (IOR-ARC). Elle comprend alors 14 membres fondateurs : Australie, Inde, Kenya, Maurice, Oman, Singapour, Afrique du Sud, Indonésie, Madagascar, Malaisie, Mozambique, Sri Lanka, Tanzanie et Yémen. son objectif est de  construire un ensemble régional regroupant tous les pays riverains de l’océan Indien. L'importance de  cette zone qui s’étend de l’Afrique, au sud du Moyen-Orient et à l’Asie, vient de ce qu'y transitent la moitié des cargos et des navires porte-conteneurs circulant sur la planète ainsi  les deux tiers des tankers et pétroliers et que 2,7 milliards de personnes y vivent.
Elle a pris le nom  d'Indian Ocean Rim Association (IORA) lors de son 13e Conseil des Ministres, à Perth, en Australie, le 1er novembre 2013.

## Membres
L'Association comprend 23 membres et des partenaires de dialogue.
Les membres  : Australie, Bangladesh, Comores, Émirats arabes unis, France, Inde, Indonésie, Iran,  Kenya,  Madagascar, Malaisie, Maldives, Maurice,  Mozambique, Oman, Seychelles, Singapour, Somalie, Afrique du Sud, Sri Lanka, Tanzanie, Thaïlande et Yémen.
Les partenaires de dialogue : Chine, Égypte, Allemagne, Italie, Japon, Corée du Sud, Turquie, Royaume-Uni, États-Unis, Arabie saoudite, Russie .

## Objectifs et champs d'action
L’IORA est un forum régional qui rassemble  des représentants de Gouvernements, de la communauté économique et de la communauté académique dans le but de promouvoir la coopération et les échanges entre eux. Les relations sont basées sur les principes du régionalisme ouvert pour renforcer la coopération économique, notamment en matière de facilitation du commerce et la promotion de l’investissement ainsi que le développement social de la région. Les domaines prioritaires sont la facilitation du commerce et de l’investissement, la sureté et la sécurité maritime, la gestion de la pêche, la gestion des risques de catastrophes la coopération universitaire, scientifique et technologique, le tourisme et les échanges culturels, l’émancipation des femmes.

## Fonctionnement
Il n’existe aucune loi ou contrat contraignants. L’application des décisions prises sur une base consensuelle n’est pas encadrée par une structure institutionnelle rigide pouvant imposer des règles. L'organisation et le fonctionnement de l’IORA sont fixées dans la Charte adoptée lors de la Première réunion ministérielle de 1997. Le Président de l’Organisation est élu en Conseil des Ministres pour une période de deux ans, il a pour fonction de coordonner, d'héberger et de présider les réunions du Conseil des Ministres (qui se réunit une fois par an) et du Comité des Hauts fonctionnaires (composé de hauts fonctionnaires des états membres). Les projets et  programmes d’actions sont sous la responsabilité de trois groupes de travail : groupe de travail sur le commerce et l’investissement (Working Group of Trade and Investment ou WGTI), le business forum (Indian Ocean Rim Business Forum ou IORBF) et le groupe académique (Indian Ocean Rim Academic Group ou IORAG). Le secrétariat de l’IORA est basé à Cyber City, Ebène, Maurice.
Le Secrétaire Général est nommé par le Conseil des ministres (COM) pour un mandat de trois ans renouvelable pour un mandat supplémentaire, parmi les candidats désignés par les États membres. Depuis janvier 2018 la secrétaire générale est Nomvuyo Nontsikelelo Nokwe, ambassadrice d'Afrique du sud.